# Ворошиловский сельсовет
Ворошиловский сельсовет — сельское поселение в Уренском районе Нижегородской области.
Административный центр — деревня Большой Терсень.

## История
Статус и границы сельского поселения установлены Законом Нижегородской области от 15 июня 2004 года № 60-З «О наделении муниципальных образований — городов, рабочих посёлков и сельсоветов Нижегородской области статусом городского, сельского поселения».

## Население
| 2002  | 2010  | 2012  | 2013  | 2014  | 2015  | 2016  |
| ----- | ----- | ----- | ----- | ----- | ----- | ----- |
| 1757  | ↘1581 | ↘1539 | ↘1534 | ↗1551 | ↘1523 | ↘1488 |
| 2017  | 2018  | 2019  | 2020  |       |       |       |
| ↘1479 | ↘1475 | ↘1459 | ↘1442 |       |       |       |

## Состав сельского поселения
| №  | Населённый пункт    | Тип населённого пункта          | Население |
| -- | ------------------- | ------------------------------- | --------- |
| 1  | Безбородово         | деревня                         | ↘57       |
| 2  | Большая Ворошиловка | деревня                         | →9        |
| 3  | Большая Орлиха      | деревня                         | ↗15       |
| 4  | Большое Кириллово   | деревня                         | ↘13       |
| 5  | Большое Непряхино   | деревня                         | ↘219      |
| 6  | Большое Никитино    | деревня                         | ↘286      |
| 7  | Большой Терсень     | деревня, административный центр | ↘368      |
| 8  | Веденино            | деревня                         | ↘200      |
| 9  | Дианово             | деревня                         | →0        |
| 10 | Заливная Усадьба    | деревня                         | ↘32       |
| 11 | Малое Кириллово     | деревня                         | ↘94       |
| 12 | Малое Непряхино     | деревня                         | ↘13       |
| 13 | Малый Терсень       | деревня                         | ↘21       |
| 14 | Палашино            | деревня                         | ↘28       |
| 15 | Пискуны             | деревня                         | ↘0        |
| 16 | Поляки              | деревня                         | ↗8        |
| 17 | Серово              | деревня                         | ↘118      |
| 18 | Спиридоново         | деревня                         | ↗19       |
| 19 | Холкино             | деревня                         | ↗81       |